# Stiodesmus stratus
Stiodesmus stratus är en mångfotingart som beskrevs av Cook 1896. Stiodesmus stratus ingår i släktet Stiodesmus och familjen fingerdubbelfotingar. Inga underarter finns listade i Catalogue of Life.